# 뱅상 게랭
뱅상 게랭(프랑스어: Vincent Guérin, 1965년 11월 22일, 일-드-프랑스 지방 불로뉴-비양쿠르 ~)은 프랑스의 전직 프로 축구 선수로, 현역 시절 중앙 미드필더로 활약했다.

## 경력
게랭은 불로뉴-비양쿠르 출신이다. 그는 1984년부터 2002년까지 현역으로 활동했는데, 브레스투아, 마트라 라싱, 몽펠리에, 파리 생-제르맹, 하트 오브 미들로디언, 그리고 레드 스타에서 활동했다.
그는 파리 생-제르맹 소속으로 1994년에 리그 1을 1번 우승했고, 1993년, 1996년, 그리고 1997년에는 준우승을 거두었고, 쿠프 드 프랑스를 1993년과 1995년에 2번 들어올렸고, 1995년에 쿠프 드 라 리그도 들어올렸으며, 1996년에는 컵위너스컵도 거머쥐었다. 그는 1997년에도 컵위너스컵 결승까지 올랐고, 1990년에는 몽펠리에 소속으로 쿠프 드 프랑스를 우승했다.
그는 프랑스 국가대표팀 일원으로 1988년에 U-21 유럽 선수권 대회 우승을 거두었고,(13경기 출전) 성인 국가대표팀 경기에 19번 출전해 2골을 기록하였으며, 유로 1996에도 참가했다.

### 국가대표팀 득점 기록
아래의 점수에서 왼쪽의 점수가 프랑스의 점수이며, 점수 열은 게랭의 득점 당시 경기 상황을 나타낸다.
| # | 날짜            | 경기장                  | 상대         | 점수 | 최종결과 | 대회             |
| - | --------------- | ----------------------- | ------------ | ---- | -------- | ---------------- |
| 1 | 1995년 4월 26일 | 프랑스 낭트 라 보주아르 | 슬로바키아   | 4–0  | 4–0      | 유로 1996 예선전 |
| 2 | 1995년 9월 6일  | 프랑스 오세르 라베 데샹 | 아제르바이잔 | 3–0  | 10–0     | 유로 1996 예선전 |

## 도핑 의혹
1997년, 프랑스 축구 연맹은 10월 5일 파리 경기 후 받은 도핑 검사에서 양성이 나와 게랭에게 출장 정지 징계를 내리려 했다. 게랭은 프랑스 축구 연맹의 도핑 징계에 항소했지만 기각되었고, 그 결과 18개월 출장 정지 징계를 받았는데, 12개월은 유예 처리되었다. 이후 게랭은 베르사유의 프랑스 행정 재판소에 다시 항소하여 프랑스 축구 연맹의 결정에 수 차례 항소했다. 베르사유 재판소는 게랭의 주장을 인용하여 징계는 부당하며, 징계 조치는 위법한 것으로 판단했다. 그에 따라, 프랑스 축구 연맹의 징계는 철회되었다.

## 수상
몽펠리에
- 쿠프 드 프랑스: 1989–90[3]

파리 생-제르맹
- 디비시옹 1: 1993–94
- 쿠프 드 프랑스: 1992–93, 1994–95
- 쿠프 드 라 리그: 1994–95
- 컵위너스컵: 1995–96

개인
- 디비시옹 1 올해의 선수: 1994–95
- 프랑스 풋볼 올해의 국내 선수: 1997